# Карпович, Валентин Никонович
Валенти́н Ни́конович Карпо́вич (7 февраля 1948, Кирсанов — 15 марта 2022, Новосибирск) — советский и российский философ, специалист по логике научного познания. Доктор философских наук (1983), профессор.

## Биография
В 1971 году окончил философский факультет МГУ.
В 1974 году окончил аспирантуру Института философии АН СССР (сектор логики) c защитой диссертации «Определение и определимость в первопорядковых теориях».
С 1975 года работал в Институте истории, филологии и философии СО АН СССР (Новосибирский Академгородок): младший научный сотрудник в секторе логики и теории познания, далее — ведущий научный сотрудник Института философии и права СО РАН, далее — заведующий отделом философии Института философии и права СО РАН.
В 1983 году защитил докторскую диссертацию по теме «Логический анализ становления научной теории».
По совместительству работал на философском факультете НГУ преподавателем, заведующим кафедрой логики и методологии науки.
Похоронен в колумбарии Южного кладбища Новосибирска.

## Научная деятельность
Научные интересы В. Н. Карповича лежали в области логики, философии языка и логической структуры социальной теории.
В своих работах он обосновывал средствами современной логики идеи о целостности теоретического знания. Взаимосвязь теоретического и эмпирического рассматривал на уровне языка научной теории, её основных положений, на уровне взаимосвязи структуры теории и структуры объяснения, взаимодействия содержательных и формальных аспектов теоретического знания.
Автор 120 научных публикаций, в том числе 6 монографий.
В. Н. Карпович высказывался и по актуальным вопросам современности, например, о новой этике,

## Публикации
- Карпович В. Н. Термины в структуре теории. (Лог. анализ) / Отв. ред. В. А. Смирнов. — Новосибирск : Наука. Сиб. отд-ние, 1978. — 128 с.
- Карпович В. Н. Проблема, гипотеза, закон. — Новосибирск : Наука : Сиб. отд-ние, 1980. — 175 с.
- Целищев В. В., Карпович В. Н., Поляков И. В. Логика и язык научной теории / Отв. ред. Петров В. В. — Новосибирск : Наука : Сиб. отд-ние, 1982. — 190 с.
- Карпович В. Н. Системность теоретического знания : Логич. аспект / Отв. ред. Хохлов Н. А. — Новосибирск : Наука : Сиб. отд-ние, 1984. — 125 с.
- Карпович В. Н. Объяснение в социальном познании / Отв. ред. Разумовский О. С.: АН СССР, Сиб. отд-ние, Ин-т истории, филологии и философии. — Новосибирск : Наука : Сиб. отд-ние, 1989. — 173 с.
- Карпович В. Н., Бондаренко Т. М. Диалектика содержания и формы в процессе математизации науки / Отв. ред. Разумовский О. С.: АН СССР, Сиб. отд-ние, Ин-т истории, филологии и философии. — Новосибирск : Наука : Сиб. отд-ние, 1990. — 172 с.